# ラスケンドル
ラスケンドル（Lashkendar）は、ジョージア内アブハジアのトクアルチャル地区にある山である。標高は1,373メートル（4,505フィート）。
この山はアブハズ人の7つの神殿の一つである。峰の一つ（945メートル）にはヒョウ（または犬）の浅浮彫りが特徴のキリスト教の寺院の遺跡がある。建設の年代は議論があり、7世紀から11世紀の期間に推定されている。